# Schmelzschleudern

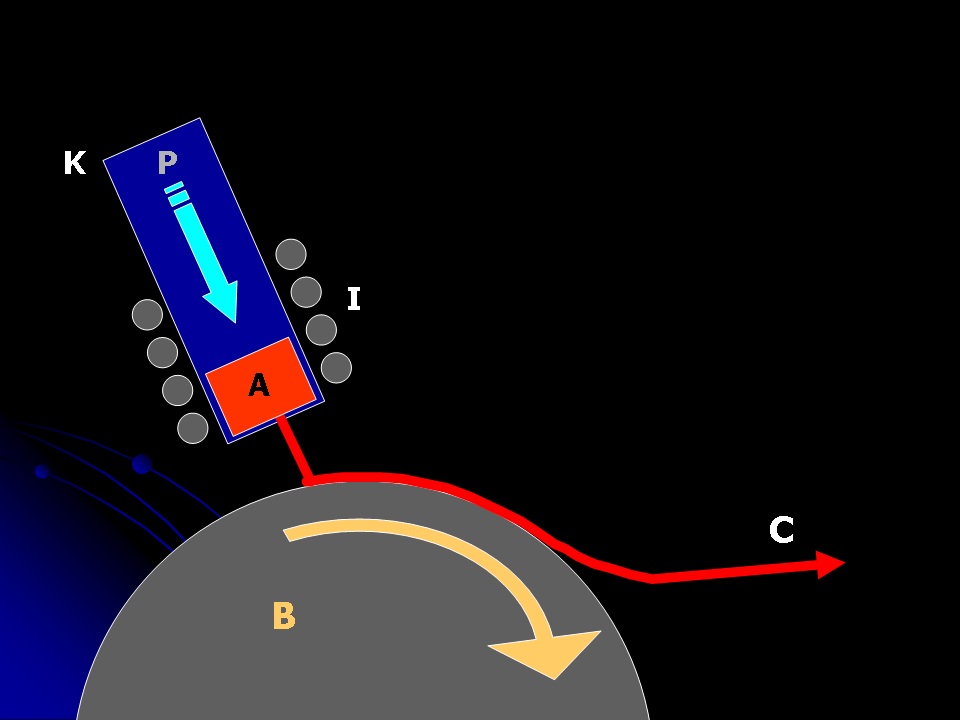

Schmelzschleudern ist ein Verfahren der Rascherstarrungstechnik.
Hierbei werden durch sehr schnelles Abkühlen einer Schmelze Materialien mit besonderen Eigenschaften hergestellt. Beispielsweise sind Metalle in der Regel kristallin, einige Legierungen können aber durch sehr schnelles Abkühlen aus dem schmelzflüssigen Zustand als „metallische Gläser“ erhalten werden. Beim Schmelzschleudern wird dazu die Schmelze mittels einer Düse auf ein – oft mit Wasser gekühltes – Kupferrad gebracht, wo sie sofort erstarrt. Die Abkühlgeschwindigkeiten betragen hierbei ca. 10.000 bis 1.000.000 °C pro Sekunde. Durch die hohe Rotationsgeschwindigkeit wird das so erhaltene Band vom Rad abgeschleudert.
Wesentlich für das Schmelzschleuderverfahren ist die Abkühlrate. Neben der Temperaturdifferenz, der Wärmeleitfähigkeit und der Geschwindigkeit, mit der die Schmelze auf dem Rad auftrifft, hängt sie natürlich von der Rotationsgeschwindigkeit ab; diese kann mit diesem Verfahren einfach variiert werden.

## Weblink
- Herbert C. Freyhardt, Dieter Plischke (IWF): Amorphe Metalle - Herstellung nach dem Schmelzspinnverfahren. Video, 1987.